# Sherbourne (métro de Toronto)
Sherbourne est une station de la ligne 2 Bloor-Danforth du métro de Toronto, au Canada. Elle se trouve au 420 de la rue Bloor Street, et dessert le quartier de St. James Town et le sud de Rosedale.

## Situation sur le réseau

Plan du métro de Toronto (2023)

Établie en souterrain, la station Sherbourne de la ligne 2 Bloor-Danforth, est précédée par la station Bloor-Yonge, en direction du terminus Kipling. Elle est suivie par la station Castle Frank en direction du terminus Kennedy.

## Histoire
La station est mise en service le 25 février 1966 lors de l'ouverture de la ligne 2 Bloor-Danforth.
Ellea une moyenne de fréquentation de 25 000 personnes par jour pour l'année 2010.

## Services aux voyageurs

### Intermodalité
Elle est desservie par les bus de la ligne 75 Sherbourne.